# 산조반니수에르주
산조반니수에르주(사르데냐어: Santu Giuanni de Suergiu)는 이탈리아 사르데냐 주 수드사르데냐도에 있는 코무네이다. 칼리아리 서쪽으로 약 50 킬로미터 (31 mi) 떨어져 있고, 카르보니아 남쪽으로 약 4 킬로미터 (2 mi) 떨어져 있다.
산조반니수에르주는 다음 코무네와 접한다: 카르보니아, 지바, 포르토스쿠소, 산탄티오코, 트라탈리아스.

## 주요 볼거리

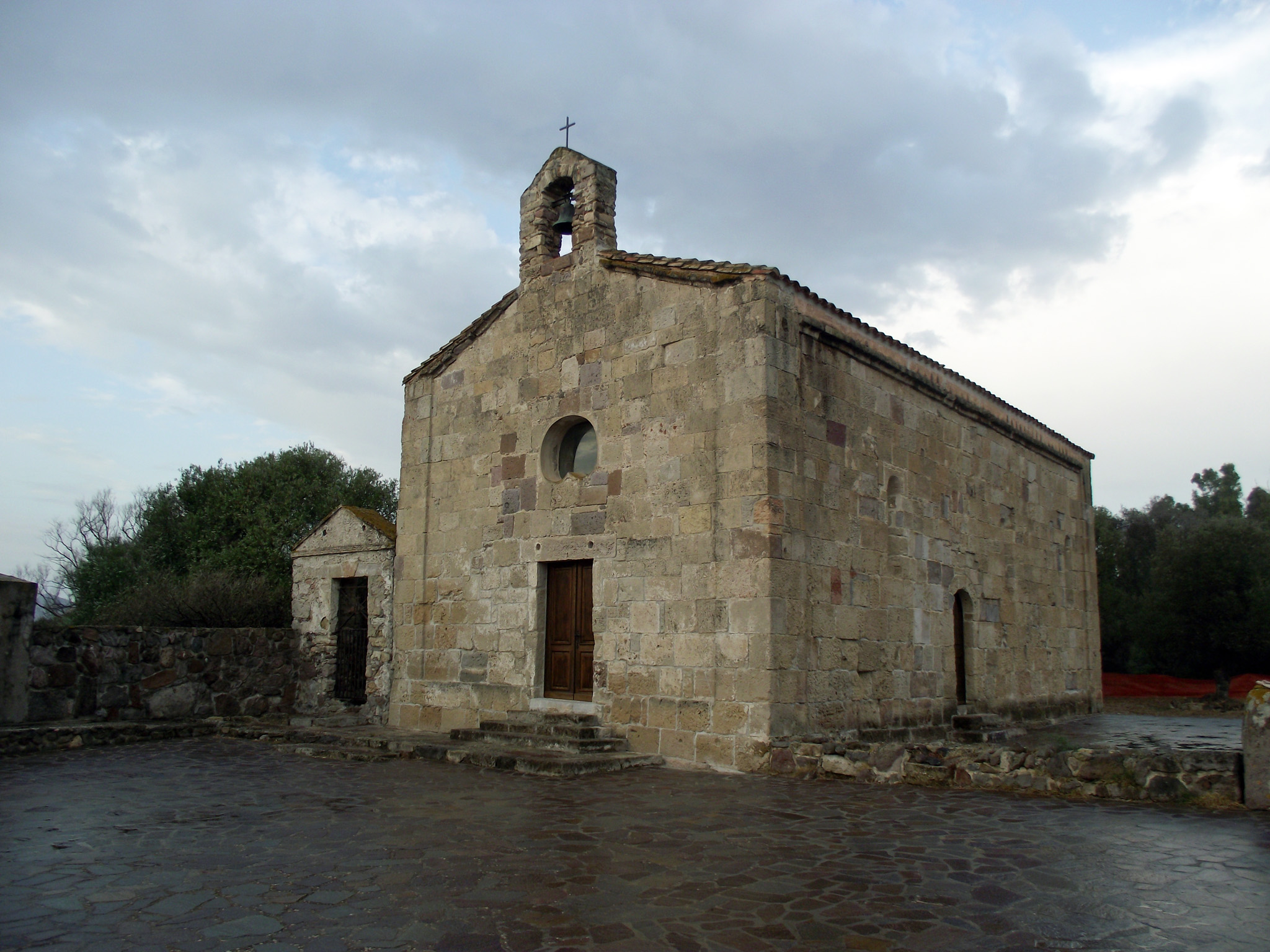
팔마스의 산타 마리아 교회

- 팔마스의 산타 마리아 교회, 피사-로마네스크 양식 (12세기)
- 세례자 요한 교회 (14세기)
- 팔마스 성의 유적 (11세기)
- 오지에리 문화에 속하며 13개의 도무스 데 야나스를 포함하는 이스 로치-산투스 네크로폴리스
- 여러 누라게와 크라미날라나의 거인의 무덤
- 푼테 트레투 자연 보호 구역